# Subaru R-2
Der Subaru R-2 ist ein japanischer Kei-Car-Kleinstwagen, den Subaru von 1969 bis 1972 produzierte. Der R-2 war der Nachfolger des Subaru 360, mit neuer Karosserieform und mehr Platz für vier Passagiere im Innenraum. Er hatte mit dem luftgekühlten 2-Zylinder-Motor EK33 den Antrieb aus dem Subaru 360 im Heck.
Bereits im ersten Verkaufsmonat wurden 25.000 Stück verkauft. Die Wettbewerber boten mittlerweile jedoch Frontmotor mit Frontantrieb und faltbare Rücksitze für höhere Ladekapazität. In Reaktion auf die steigende Popularität von Frontantriebs-Modellen bot Subaru ab Februar 1970 eine Heckklappe an und erweiterte das Angebot um einen 3-türigen Kombi.
Im April 1970 wurde der Subaru R-2 SS vorgestellt mit einem 36 PS Doppelvergaser, der später als Subaru R-2 GSS bezeichnet wurde.
In den frühen 1970er Jahren erließ die japanische Regierung ein Gesetz, um die Emissionen der luftgekühlten Motoren zu reduzieren.
Subaru stellte daraufhin im Oktober 1971 den wassergekühlten Zweitaktmotor EK34 vor, den es nun wahlweise für den R-2 gab. Gleichzeitig wurde die Front überarbeitet und auf die Corporate Identity von Subaru, die sich am neuen Subaru Leone orientierte, umgestellt. Mittlerweile war aber der R-2 in vielen Belangen technisch veraltet und Subaru stellte im Juli 1972 den Subaru Rex als Nachfolger vor. Parallel zu ihm wurde der R-2 noch bis Ende 1972 hergestellt. Insgesamt wurden  289.555 Exemplare produziert. Den Namen griff Subaru im Jahr 2003 mit dem Subaru R2 wieder auf.

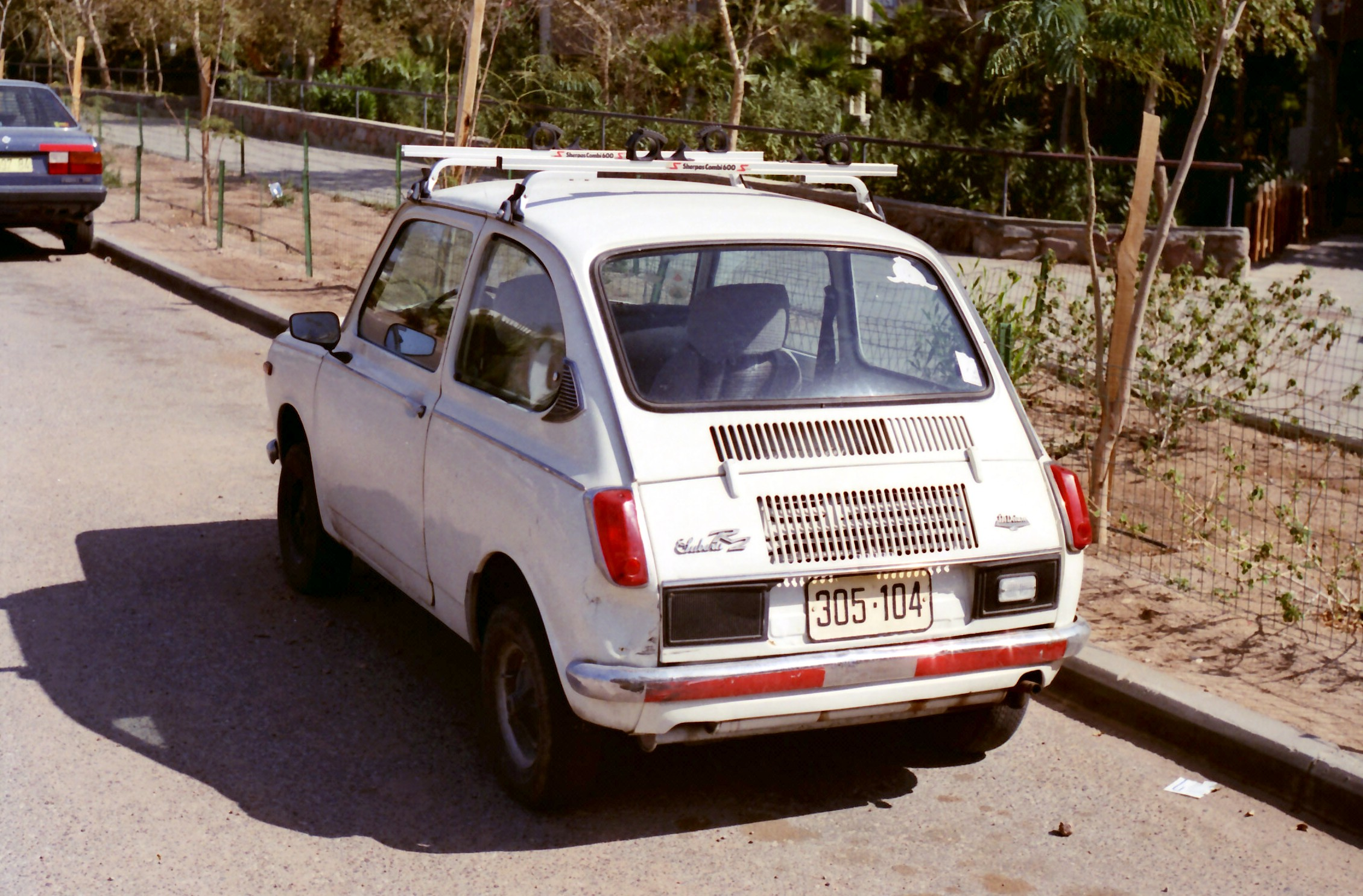
R-2 Heck
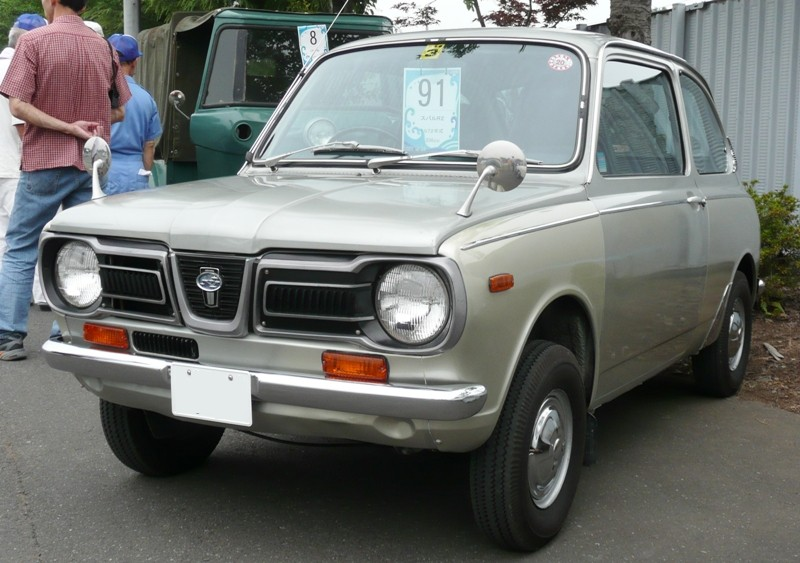
R-2 Facelift 1971